# Instituto Allen para Ciência do Cérebro
O Instituto Allen para Ciência do Cérebro é uma divisão do Allen Institute, com sede em Seattle, Washington, que se concentra na pesquisa em biociência. Fundado em 2003, dedica-se a acelerar a compreensão de como funciona o cérebro humano. Com a intenção de catalisar a pesquisa do cérebro em diferentes áreas, o Allen Institute fornece dados e ferramentas gratuitas aos cientistas.
Iniciado com US$100 milhões em capital inicial do cofundador e filantropo da Microsoft, Paul Allen, em 2003, o instituto aborda projetos na vanguarda da ciência — projetos de longo alcance na interseção de biologia e tecnologia. Os dados resultantes criam recursos gratuitos e publicamente disponíveis que alimentam a descoberta de inúmeros pesquisadores.  Hongkui Zeng é o diretor do instituto. 

## História e financiamento
O Allen Institute for Brain Science é uma divisão científica do Allen Institute, uma organização de pesquisa sem fins lucrativos que também inclui o Allen Institute for Cell Science, lançado em 2014.  O Paul G. Allen Frontiers Group foi lançado em 2016, enquanto o Allen Institute for Immunology foi lançado em 2018.  Todas as quatro divisões do Allen Institute estão localizadas no mesmo prédio no bairro de South Lake Union em Seattle.  O instituto emprega um modelo de negócios que combina a agilidade operacional e a responsabilidade de uma empresa com fins lucrativos com a visão fundadora de assumir projetos ambiciosos em neurociência.
Em 2012, o instituto recebeu uma promessa adicional de US$300 milhões de Paul Allen, elevando seu compromisso total para US$500 milhões. 

## Recursos públicos on-line
O Instituto oferece aos pesquisadores e educadores uma variedade de recursos públicos on-line exclusivos para explorar o sistema nervoso.  Integrando extensos dados de expressão gênica e neuroanatomia, juntamente com ferramentas de pesquisa e visualização de dados, esses recursos são acessíveis abertamente por meio do portal de dados Allen Brain Atlas.

### Atlas Allen do Cérebro do Camundongo
O projeto inaugural do Allen Institute foi anunciado em 26 de setembro de 2006.  Chamado de Allen Brain Atlas, era um mapa tridimensional baseado na web da expressão gênica no cérebro do camundongo, detalhando mais de 21.000 genes no nível celular. Desde o lançamento do projeto, ele foi renomeado como Allen Mouse Brain Atlas para diferenciá-lo dos projetos de atlas subsequentes.

### Atlas Allen do Cérebro Humano
Em 24 de maio de 2010, o Allen Institute anunciou que estava expandindo suas ferramentas do camundongo para o cérebro humano com o lançamento do Allen Human Brain Atlas.  Este atlas altamente abrangente integra vários tipos de dados, incluindo dados coletados por ressonância magnética, tecnologia de tensor de difusão, bem como dados de histologia e expressão gênica derivados de abordagens de microarranjo e hibridização in situ.  O Allen Human Brain Atlas permite que os pesquisadores vejam onde um gene é ativado. "A localização de onde esses genes estão ativos está no centro da compreensão de como as doenças cerebrais funcionam", disse o neurologista Jeffrey L. Noebels ao The Wall Street Journal em abril de 2011.  O Allen Human Brain Atlas foi discutido na revista Nature em 19 de setembro de 2012. 